# Central Okanagan
Central Okanagan – dystrykt regionalny w kanadyjskiej prowincji Kolumbia Brytyjska. Siedziba władz znajduje się w Kelowna.
Central Okanagan ma 179 839 mieszkańców. Język angielski jest językiem ojczystym dla 86,7%, niemiecki dla 3,5%, francuski dla 1,7%, pendżabski dla 1,0% mieszkańców (2011).